# 姫路市立広嶺中学校

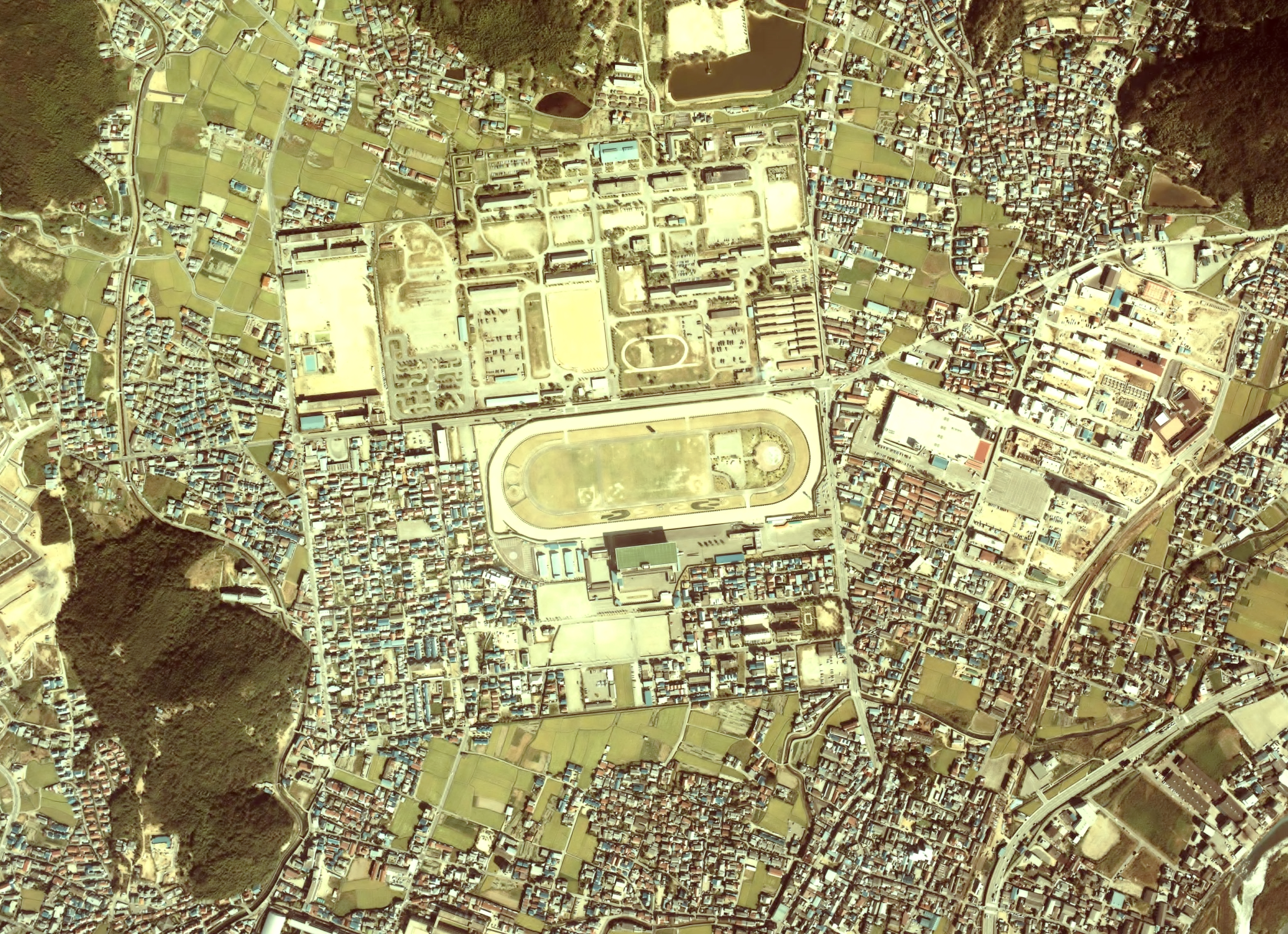
学校周辺の航空写真（周辺に姫路駐屯地や姫路競馬場など

姫路市立広嶺中学校（ひめじしりつこうりょうちゅうがっこう）は、兵庫県姫路市峰南町に所在する公立中学校。
校章は兵庫県立姫路西高等学校の前身、旧制姫路中学校の校章を受け継いでいる。

## 概要
1947年（昭和22年）に学校教育法に基づき開校。2010年（平成22年）より、姫路市立広峰小学校および姫路市立城北小学校と小中一貫教育を取り組んでいる。

## 沿革
戦後の学制改革により姫路市が設置した新制中学校14校のうちのひとつである。1947年3月の姫路市新学制実施準備協議会の第1回会合では野里・城北校区に設置する「第二中学校」の原案が示され、4月2日の第2回会合ではこれを「広嶺中学校」と改めた。「広嶺」の名は「知識は広く人格は嶺の如く高きを理想」として決定された。当初はいずれの中学校も教科担任制を実現できるだけの教員が不足し教員確保が困難であったが、本校のみが教科担任制を実施できるだけの教員を確保していて、当地の教育熱の高さがうかがえる。
- 1947年5月1日 - 第1回入学式。旧姫路青年学校・旧制姫路中学校の一部を間借りした。
- 1947年5月10日 - 開校式挙行、校訓制定「自治、協同、創造」
- 1948年9月20日~1949年11月15日 - 新校地として国有地であった輜重54連隊・捜索54連隊跡地を買収。
- 1957年5月18日 - 創立10周年記念式挙行
- 1966年6月8日 - 講堂兼体育館竣工
- 1974年4月19日 - 第16回創意工夫育成功労学校として科学技術庁長官賞を受賞
- 1978年4月1日 - 校区の一部を分離（現・姫路市立城乾中学校）
- 1981年4月14日 - 第23回創意工夫育成功労学校として科学技術庁長官賞を受賞
- 1983年1月20日 - 格技場竣工
- 1988年2月16日 - 作法室完成
- 1990年9月29日 - パソコン教室完成
- 1995年3月5日 - 運動場国旗掲揚柱設置
- 1996年10月27日 - 創立50周年記念式典挙行
- 1997年8月19日 - メンタルルーム設置
- 2003年4月23日 - 読書活動実践校として文部科学大臣賞を受賞

## 教育目標
心豊かに 自ら学び 夢や希望を持った生徒の育成

## 学校行事
- 4月
  - 1学期始業式
  - 入学式
  - 修学旅行
- 7月
  - 1学期終業式
- 9月
  - 2学期始業式
  - 体育大会
- 10月
  - 文化発表会(合唱コンクール)
- 12月
  - 2学期終業式
- 1月
  - 3学期始業式
- 3月
  - 卒業式
  - 3学期終業式

## 部活動

### 運動部
- 野球部
- サッカー部
- 女子バレーボール部
- バスケットボール部
- 卓球部
- ソフトテニス部
- 陸上競技部
- 剣道部

### 文化部
- 吹奏楽部
- コーラス部
- 茶道部
- 美術部

## 通学区域
以下の小学校の通学区域。
- 姫路市立広峰小学校
- 姫路市立城北小学校

## 通学区域の主な施設
校地の後背に広峰山がそびえる。姫路城の北側の区域であり、おおむねこの中学校校区周辺が市街地と郊外の境界にあたる。
- 姫路競馬場
- 姫路駐屯地
- 姫路獨協大学
- 広峯神社
- 兵庫県立姫路工業高等学校
- 兵庫県立姫路西高等学校

## 交通
- JR西日本播但線野里駅より徒歩約20分。
- 姫路駅より神姫バス姫路獨協大学・大寿台行（3号・11号系統）に乗車、「広嶺中学校前」バス停下車。

## 出身者
- 高田賢三（ファッションデザイナー）[4][5]
- 池内紀（ドイツ文学者、エッセイスト、池内了の兄）[6]
- 池内了（天文学者、宇宙物理学者、池内紀の弟）[6]
- 天田益男（俳優・声優）
- 弓岡敬二郎（元プロ野球選手、監督）[4][5]
- 大西琢磨（有人潜水調査船「しんかい6500」パイロット、潜航長）
- 竹中雄大（ロックバンドNovelbright、ボーカリスト、口笛奏者）

## 通学区域が隣接している学校
- 姫路市立増位中学校
- 姫路市立城乾中学校
- 姫路市立安室中学校
- 姫路市立置塩中学校